# La Chapelle-aux-Lys
La Chapelle-aux-Lys è un comune delegato del comune di Terval, nel dipartimento della Vandea nella regione dei Paesi della Loira. In precedenza comune autonomo, il 1º gennaio 2023 è confluito insieme agli ex comuni di La Tardière e Breuil-Barret nel nuovo comune di Terval.

## Società

### Evoluzione demografica
Abitanti censiti